# Ислице
И́слице (Ислицис, Ислиса; латыш. Īslīce, Īslica, Īsliča, Īslīcis, Īslīcīte, Īslīcs) или И́сликис (лит. Yslykis) — река в Латвии и Литве. В Латвии течёт по территории Бауского и Елгавского краёв, в Литве — по территории Пасвальского района. Левый приток верхнего течения Лиелупе.
Длина — 70 км (по другим данным — 61 км). Начинается к югу от деревни Титконяй на территории Вашкайского староства в Литве. Течёт по Земгальской равнине, преимущественно на север — северо-запад. Устье Ислице находится на высоте 1 м над уровнем моря, в 96 км по левому берегу Лиелупе, около населённого пункта Ислицес на территории Яунсвирлаукской волости в Латвии. Уклон — 0,7 м/км (по другим данным — 0,82 м/км), падение — 48 м. Площадь водосборного бассейна — 623 км² (по другим данным — 620 км²). Средний расход воды в устье — 2,63 м³/с, в верхнем течении около деревни Кибуряй — 0,3 м³/с. В засушливые годы летом может пересыхать в верхнем и среднем течении. Объём годового стока — 0,088 км³.
Основные притоки:
- левые: Маучуве, Планите, Берстеле, Свиркале, Мелнупите, Дзирнупите[10], Упялис, Бядре[8];
- правые: Жижмягрёвис[8].